# ヤード

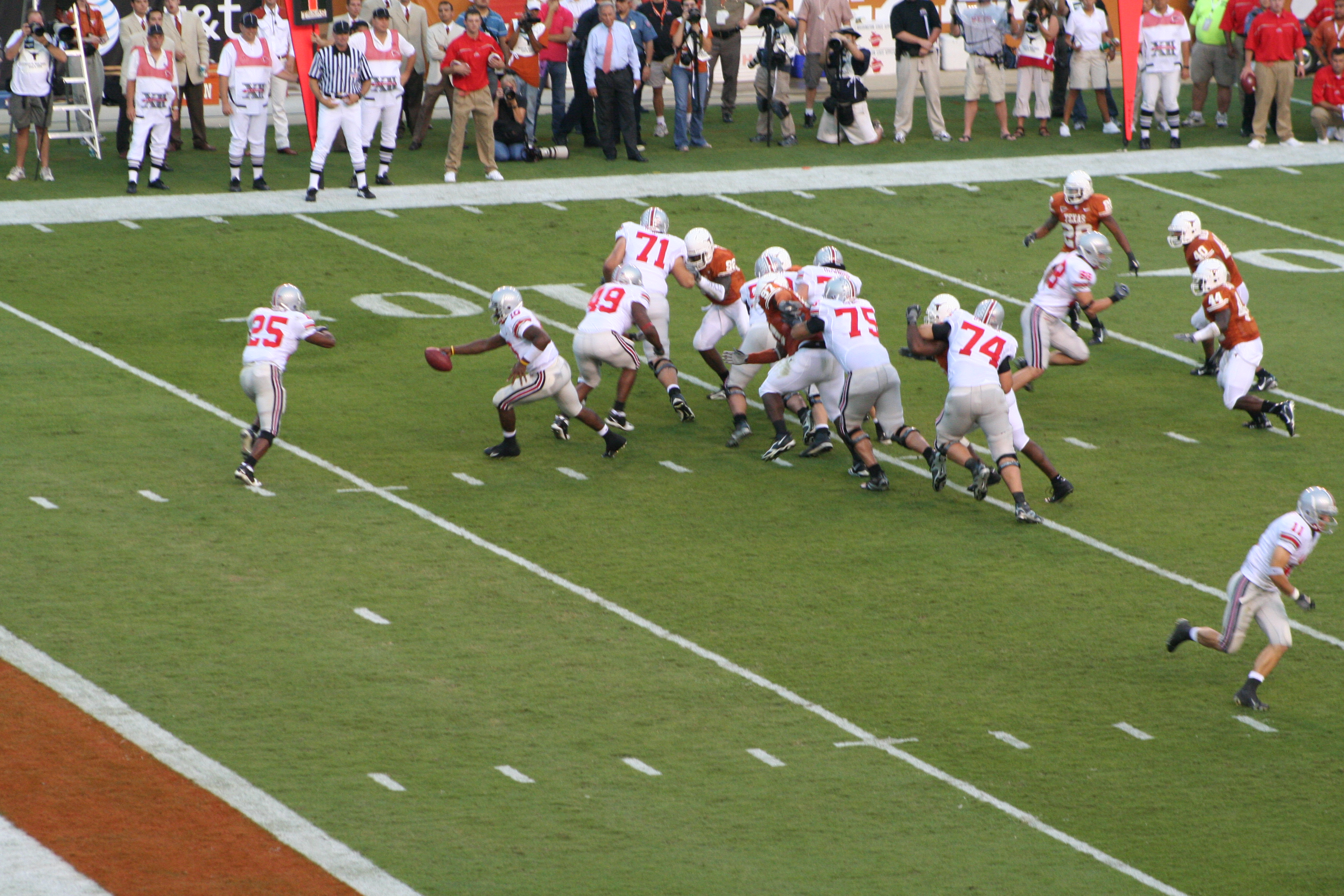
アメリカンフットボールのフィールドでは 1 ヤード毎に短い白線が引かれている

ヤード（英語: yard、碼）は、ヤード・ポンド法における長さの単位。主要国ではイギリスとアメリカ合衆国で用いられているほか、ゴルフやアメリカンフットボールなど特定のスポーツで用いられている単位である。
後述のように身体尺を起源とする単位ともいわれており基準は不安定であった。しかし、現在では国際単位系のメートルを基準として、1 ヤードは正確に 0.9144 m と定義されている。1 ヤードは 3 国際フィート に等しい。1 国際フィートは 12 インチであるので、1 ヤードは 36 インチになる。1 国際マイルは 1760 ヤードである。
ヤード・ポンド法という名前に使われている通り、ヤードはこの単位系における長さの基本単位であり、その他の単位はヤードの分量・倍量単位となっている。しかし、実際にはフィートを元にして組み立てられた単位が多い。ヤード・ポンド法に時間の単位秒を加えた単位系は、foot, pound, second の頭文字をとってFPS単位系と呼ばれている。
1ヤードはおおよそ成人男性の一歩だと言われている。

## 歴史

### 起源
ヤードはその長さから、古代ギリシャなどで使われていた長さの単位であるキュビットの二倍のダブルキュビットが元になっているものと考えられる。しかし、ヤードの起源とされる説は多数ある。
- アングロサクソン人のウェスト回りのサイズがヤードである
- イングランド王ヘンリー1世が、自分の鼻先から親指までの距離をヤードとした[1]

これらはダブルキュービットから派生した各種の単位の起源であり、それらを統一するためにヤードという単位が作られたと考えられ、また、ヤードの標準化の過程であるとも考えられる。ヤードという言葉は、まっすぐな枝または棒が語源であるとされている。
初期のヤードの分量単位はヤードを2等分、4等分、8等分、16等分したもので、それぞれ half-yard、span、finger、nail と呼ばれた。
イギリスおよび英連邦では、1855年に青銅製の「帝国標準ヤード原器」を作成し、その長さを帝国標準ヤードと定めた。アメリカでは、1893年にメートルを法律上の正規の長さの単位と定め、ヤードはメートルを基準として (3600/3937) m（約 0.914 401 8288 m）と定めた。こうして、イギリスとアメリカで異なるヤードが用いられることとなった。

### 国際ヤード
1958年7月に科学・工業の分野で用いる単位については 1 ヤードを正確に 0.9144 m とするという国際協定がカナダ、オーストラリア、ニュージーランド、南アフリカ、イギリス、アメリカの6か国によって結ばれた。これが国際ヤードである。これによって1フィート（国際フィート）は、正確に0.3048m に、1インチは、正確に0.0254m = 25.4mmとなった。ただし、イギリスでは法律上はヤード原器の長さをヤードとし続けていたが、1963年に度量衡法を改正して（Weights and Measures Act 1963） 1 ヤードを正確に0.9144 m と定めた。
なお、アメリカでは測地測量用に、国際フィートとは少し異なる測量フィート（英語: U.S. survey foot）があるが、アメリカにおいても「測量ヤード」というものはなく、国際ヤードのみが定義されていることに注意すべきである（フィートの項を参照）。

### 現状
ヤードは、かつて欧米で広く使用されてきたものの、今でも使用されている国家は、イギリスとアメリカ合衆国のみとなっている。日本では少数の例外を除き、他のヤード・ポンド法の単位同様、ヤードの使用は禁止されている（ヤード・ポンド法#歴史）。
スポーツでは、ゴルフやアメリカンフットボールで慣用的に用いられている（アメフト選手のラン及びパスによる「獲得ヤード数」は個人成績データの一つ）。かつてこれらの競技でも、メートル法に移行する動きがみられ、例えば日本のゴルフ界では、当時の通商産業省による単位統一の方針を受けて、1976年（昭和51年）から1984年（昭和59年）にかけて、ゴルフ場のヤード表示を廃止していた。しかし、国際大会では依然としてヤードが使用されていたため、メートル法の使用が定着することはなかった。

## 単位記号
ヤードの単位記号は、ISOにおいてもJISにおいても「yd」と定められている。これを受けて、日本の計量法でも単位記号は「yd」としている。米国においても同じである。
なお、漢字で碼と書くことがある。日本語では、特に布地の長さについてヤールと呼ぶ場合もある。

## 組立単位
- 平方ヤード
- 立方ヤード